# 시체

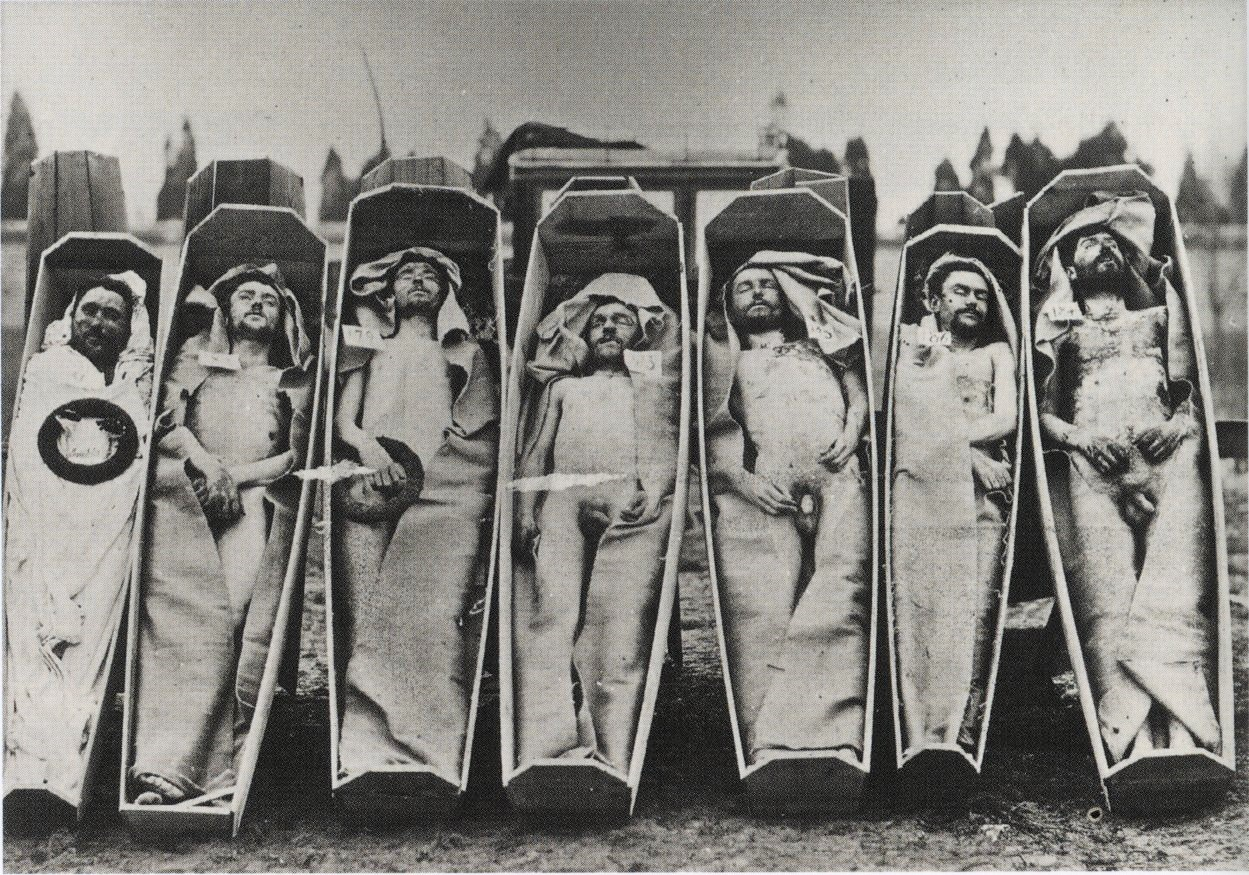
파리 코뮌의 시체

시체(屍體, cadaver, corpse) 또는 시신(屍身)은 죽은 사람의 몸을 말하며, 사체(死體)는 사람이나 동물의 죽은 몸을 말한다. 시체는 의과대학생, 의사 및 다른 과학자들이 해부학을 연구하고, 질병 부위를 식별하며, 사망 원인을 파악하고, 살아있는 인간의 결함을 고치기 위한 조직을 제공하는 데 사용된다. 의과대학 학생들은 교육의 일환으로 시체를 연구하고 해부한다. 시체를 연구하는 다른 이들로는 고고학자와 미술 학생들이 있다. 또한, 시체는 수술 기구의 개발 및 평가에 사용될 수 있다.

## 용어
한국어에서 시체를 가리키는 고유어로는 주검과 송장이 있고, 한자어로는 시체, 시신, 사체 등이 있어 저마다 쓰임과 뉘앙스에서 차이가 있다. 언론매체에서는 신원 불명의 경우 '시체', 신원이 확인된 경우 '시신'으로 쓰는 것이 일반적이다. 주검과 송장은 사람의 경우에만 쓰는 말이다. 오늘날에는 그다지 많이 쓰이지 않고 있다.
시체라는 용어는 법정에서 (그리고 신문과 같은 언론 매체에서도 덜 일반적으로) 사체를 지칭할 때 사용되며, 자연재해에서 시신을 찾는 구조팀에 의해서도 사용된다. 영단어 cadaver는 라틴어 'cadere'("떨어지다")에서 유래했다. 관련 용어로는 cadaverous (시체를 닮은) 및 사후경련 (죽은 몸이 움찔거리거나 경련을 일으키게 하는 근육 경련)이 있다. 시체 이식 (또는 "사후 이식")은 살아있는 사람의 결함이나 변형을 고치기 위해 죽은 몸에서 조직을 이식하는 것이다. 시체는 부패 단계를 관찰하여 시신이 얼마나 오래 죽었는지 판단하는 데 도움이 될 수 있다.
시체는 회화와 드로잉에서 인체를 더 정확하게 묘사하기 위해 예술에 사용되어 왔다.

## 인체의 부패

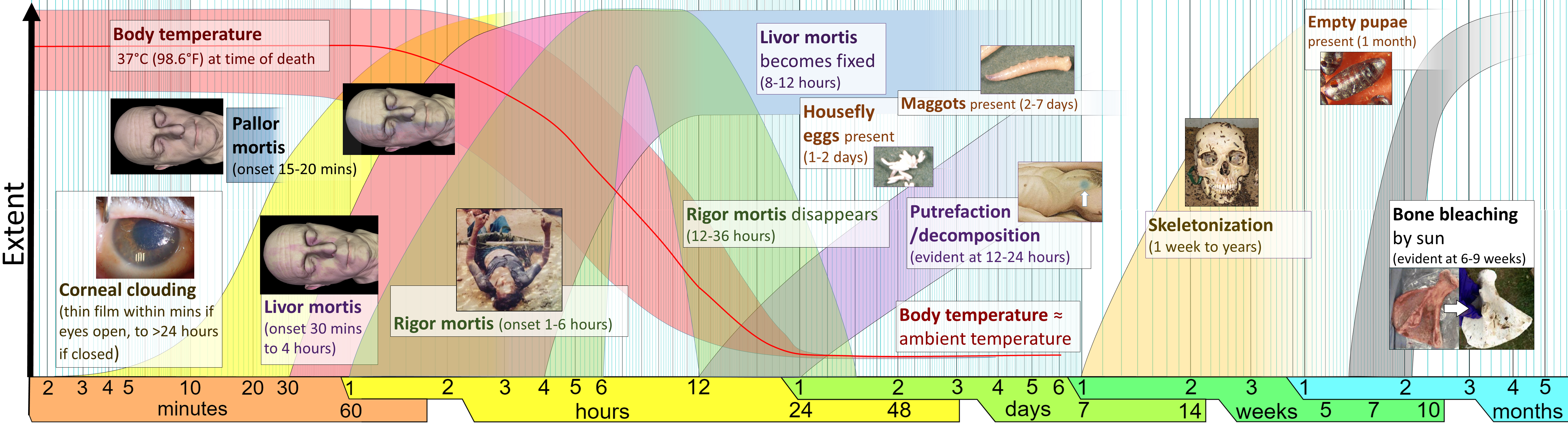
사후 변화 타임라인 (사망 단계).

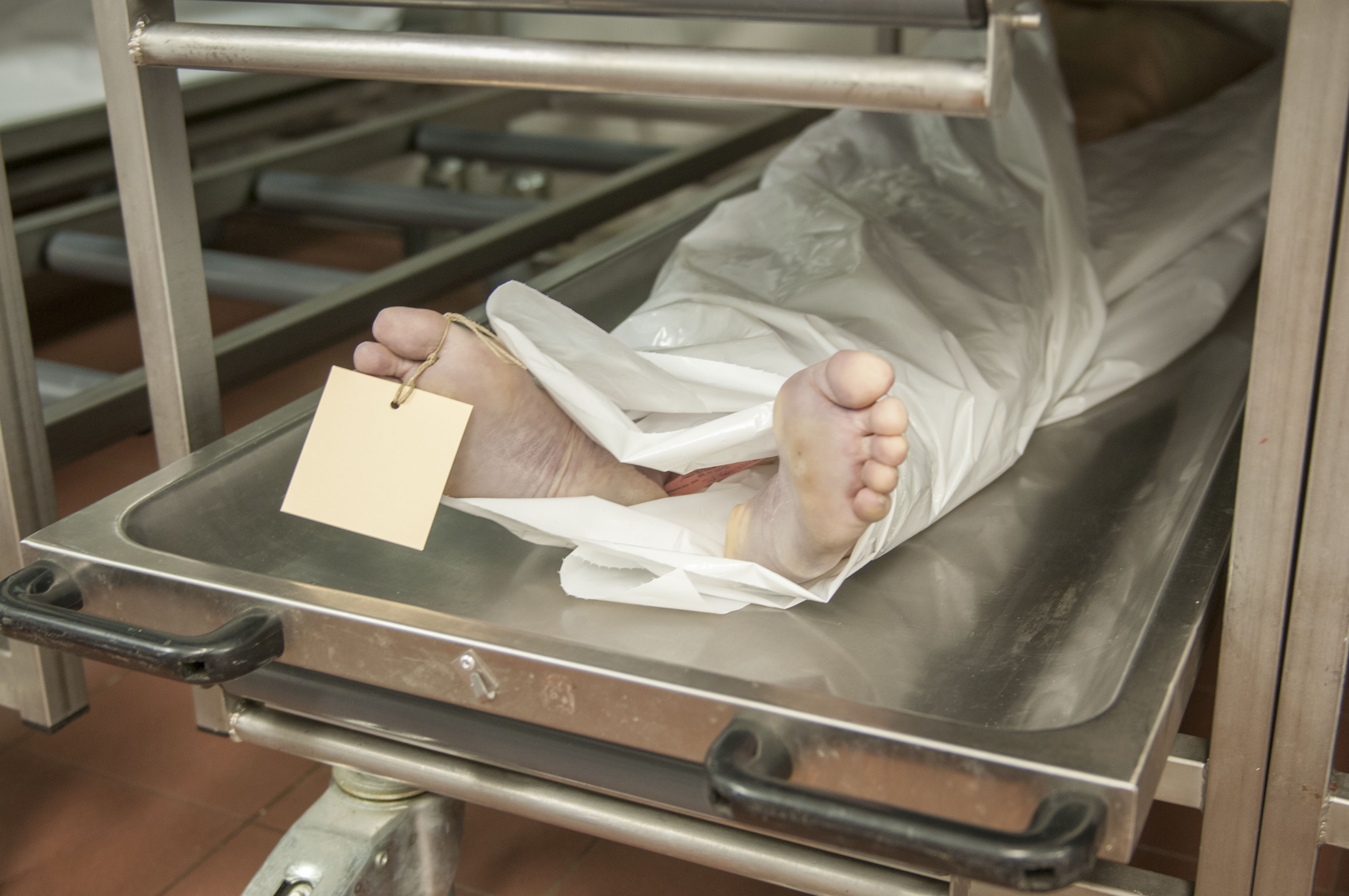
샤리테 베를린 법의학 연구소의 냉장고에 보관된 시체

다양한 분해 단계를 관찰하면 시신이 얼마나 오래 죽었는지 판단하는 데 도움이 될 수 있다.

### 분해 단계
1. 첫 번째 단계는 자기소화이며, 흔히 자가 소화로 알려져 있다. 이 단계에서 신체 세포는 자체 소화 효소의 작용을 통해 파괴된다. 그러나 이 효소들은 세포 내 활성 과정의 중단으로 인해 세포 내로 방출되는 것이지, 활성 과정으로 인한 것이 아니다. 즉, 자기소화는 살아있는 세포가 영양분을 능동적으로 소화하는 과정과 유사하지만, 죽은 세포가 인기 있는 문헌에서 흔히 주장되고 자기소화라는 동의어가 암시하는 것처럼 능동적으로 자신을 소화하는 것은 아니다. 자기소화의 결과로 액체가 생성되어 피부층 사이에 스며들고 피부가 벗겨지게 된다. 이 단계에서 파리 (있을 경우)는 신체 구멍: 눈, 콧구멍, 입, 귀, 열린 상처 및 기타 구멍에 알을 낳기 시작한다. 부화한 구더기는 나중에 피부 밑으로 들어가 시신을 섭취하기 시작한다.
2. 두 번째 분해 단계는 팽만이다. 장내 박테리아가 신체 조직을 분해하기 시작하면서 장에 가스가 축적되고, 이는 작은창자의 조기 붕괴로 인해 갇히게 된다. 이러한 팽만은 주로 복부에서 발생하며, 때로는 입, 혀, 생식기에서도 발생한다. 이는 일반적으로 분해 후 약 2주경에 발생한다. 가스 축적과 팽만은 시신이 충분히 분해되어 가스가 빠져나갈 때까지 계속된다.
3. 세 번째 단계는 부패이다. 이는 마지막이자 가장 긴 단계이다. 부패는 신체의 더 큰 구조가 분해되고 조직이 액화되는 단계이다. 소화 기관, 뇌, 폐가 가장 먼저 분해된다. 정상적인 조건에서는 3주 후에는 장기를 식별할 수 없다. 근육은 박테리아에 의해 먹히거나 동물에게 먹힐 수 있다. 결국, 때로는 몇 년 후, 남는 것은 뼈대뿐이다. 산성 토양에서는 뼈대가 결국 기본 화학 물질로 용해된다.

분해 속도는 온도와 환경을 포함한 여러 요인에 따라 달라진다. 환경이 더 따뜻하고 습할수록 시신은 더 빨리 분해된다. 부육을 먹는 동물의 존재 또한 분해되는 시신의 일부를 섭취함으로써 뼈대가 노출되게 한다.

## 역사
시체 사용의 역사는 논쟁, 과학적 발전 및 새로운 발견으로 가득하다. 기원전 3세기 고대 그리스에서 헤로필루스 칼케돈과 에라시스트라투스 케오스라는 두 의사는 알렉산드리아에서 시체 해부를 시행했으며, 이는 해부학 학습의 주요 수단이었다. 이 두 사람이 사망한 후, 해부학적 해부 (생물학)의 인기는 전혀 사용되지 않을 때까지 감소했다. 12세기가 되어서야 다시 활성화되었고 17세기에는 점점 더 인기를 얻어 그 이후로 계속 사용되었다.

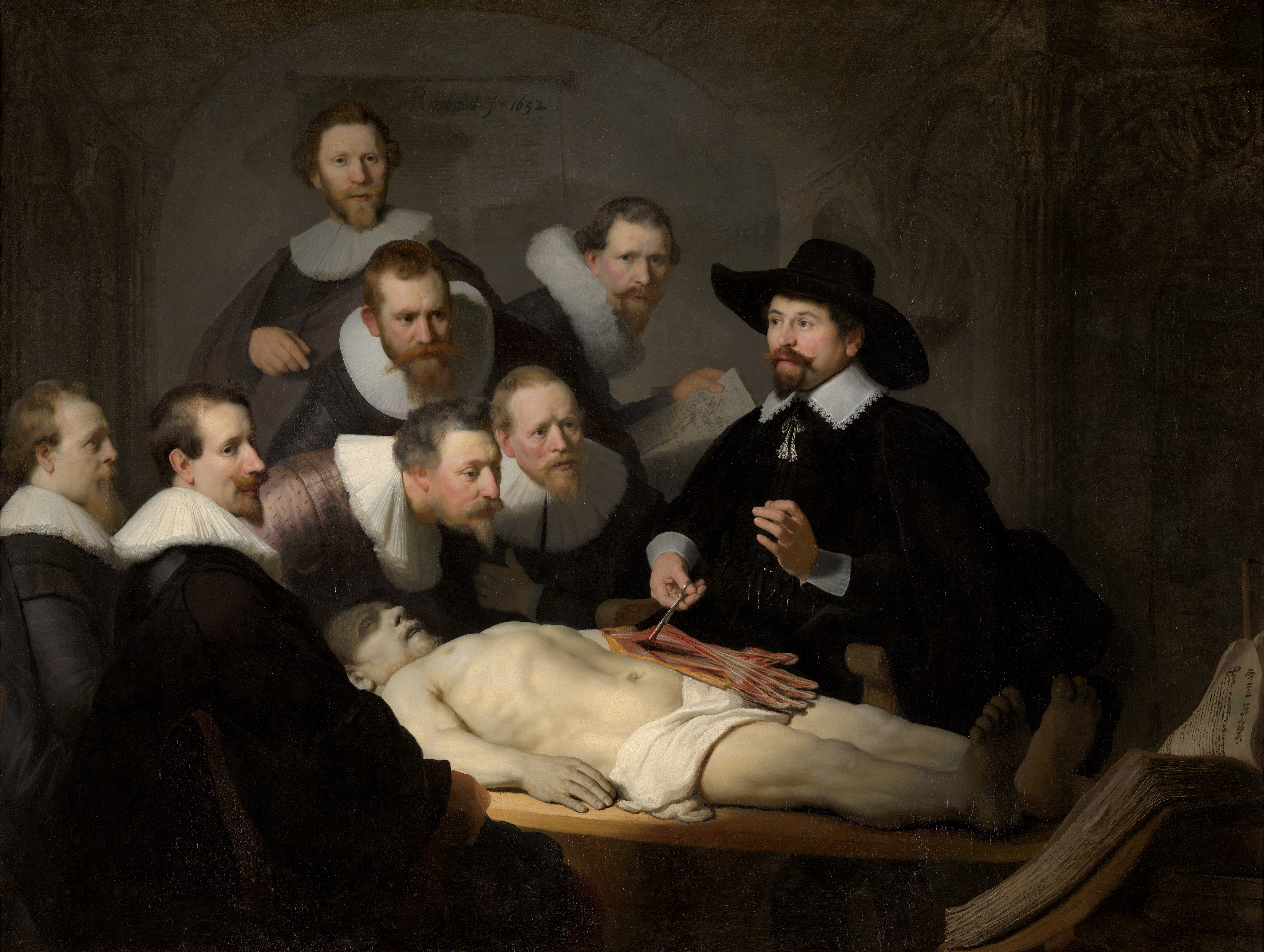
렘브란트의 '니콜라스 튈프 박사의 해부학 수업'은 1632년 암스테르담에서 진행된 해부학 수업을 보여준다.

헤로필루스와 에라시스트라투스 둘 다 시체 해부 허가를 받았음에도 불구하고, 해부학적 목적을 위한 시체 사용을 둘러싼 큰 금기가 여전히 존재했으며, 이러한 감정은 수백 년 동안 지속되었다. 기원전 3세기에 해부학적 해부 (생물학)가 뿌리내린 시점부터 18세기경까지, 그것은 불명예, 부도덕성, 비윤리적인 행동과 관련되었다. 이러한 관념의 상당수는 종교적 신념과 미적 금기 때문이었고, 대중과 교회의 신념에 깊이 뿌리박혀 있었다. 위에서 언급했듯이, 시체 해부는 12세기경부터 다시 자리 잡기 시작했다. 이때 해부는 여전히 불명예스러운 것으로 여겨졌지만, 전면적으로 금지되지는 않았다. 대신 교회는 특정 관행을 금지하고 허용하는 법령을 발표했다. 과학 발전에 기념비적인 것은 1231년 신성 로마 황제 프리드리히 2세에 의해 발표되었다. 이 칙령은 해부학 연구를 위해 5년마다 한 번씩 인체를 해부해야 하며, 의학이나 외과를 훈련 중이거나 현재 시술하는 모든 사람은 참석이 의무라고 명시했다. 이는 기원전 300년 이후 최초로 승인된 인체 해부로 이어졌는데, 이는 몬디노 데 리우치(Mondino de Liuzzi)에 의해 공개적으로 수행되었다. 이 시기는 인체 해부가 과학에 기여할 수 있는 것에 대한 큰 열정을 불러일으켰고, 유럽 전역에서 학생들이 의학을 공부하기 시작하도록 이끌었다.
새로운 발견과 발전이 이루어짐에 따라 해부에 대한 종교적 규제는 상당히 완화되었지만, 이에 대한 대중의 인식은 여전히 부정적이었다. 이러한 인식 때문에 시체의 유일한 합법적인 출처는 주로 교수형으로 사형된 범죄자들의 시신이었다. 해부를 "정당화"할 만한 범죄를 저지른 많은 범죄자와 그 가족들은 해부 자체가 범죄나 사형보다 더 끔찍하고 굴욕적이라고 생각했다. 사망자와 곧 해부될 사람들의 친척과 친구들이 교수형 장소에서 해부학자들에게 시신이 전달되는 것을 막으려 할 때 많은 싸움과 때로는 폭동이 일어났다. 당시 정부 (17세기)는 이러한 걱정을 이용하여 해부를 심각한 범죄에 대한 위협으로 활용했다. 그들은 심지어 교수형으로 처벌되는 범죄의 수를 200가지 이상으로 늘렸다. 그럼에도 불구하고 시체 해부가 더욱 인기를 얻게 되면서, 해부학자들은 시체를 얻기 위한 다른 방법을 찾아야 했다.
전 세계 대학에서 시체에 대한 수요가 증가하자 사람들은 도굴을 시작했다. 이 시체들은 운반되어 지역 해부학 교수들이 학생들에게 가져갈 수 있도록 판매되었다. 대중은 도굴에 대해 보통 눈을 감아주었는데, 이는 피해자가 대개 가난하거나 소외된 계층의 일원이었기 때문이다. 사회의 부유하거나 저명한 구성원이 피해를 입었을 때 더 큰 반발이 있었고, 이는 1788년 뉴욕에서 부활 폭동으로 가장 흔히 불리는 폭동으로 이어졌다. 이 모든 것은 한 의사가 창문을 통해 안을 들여다보던 어린 소년에게 시체의 팔을 흔들면서 시작되었는데, 소년은 집에 가서 아버지에게 이 사실을 알렸다. 최근 사망한 아내의 무덤이 도굴되었을까 걱정한 그는 무덤을 확인하러 갔고, 실제로 도굴된 것을 알게 되었다. 이 이야기가 퍼지면서 사람들은 지역 의사들과 해부학자들을 비난했다. 폭동은 5,000명으로 늘어났고, 결국 의과대학 학생들과 의사들은 구타당했으며 6명이 사망했다. 이는 미국 정부가 제시한 해부법과 같은 많은 법적 조정으로 이어졌다. 이러한 법률은 과학적 목적을 위한 시체 확보의 다른 길을 열었으며, 매사추세츠주가 가장 먼저 그렇게 했다. 1830년과 1833년에 그들은 미수습 시체를 해부에 사용할 수 있도록 허용했다. 이후 거의 모든 주에서 법률이 통과되었고, 도굴은 사실상 근절되었다.
수년에 걸쳐 해부는 점점 더 받아들여졌지만, 20세기 초에는 여전히 미국 대중에게 매우 비난받았다. 이러한 반대는 주로 종교적 반대와 해부가 미수습 시신과 연관되어 빈곤의 상징으로 여겨졌기 때문이었다. 많은 사람들이 해부를 긍정적인 시각으로 보여주려고 노력했는데, 예를 들어 뉴욕의 저명한 의사 200명은 사망 후 자신의 시신을 기증하겠다고 공개적으로 밝혔다. 이러한 노력과 다른 노력들은 미미한 도움을 주었을 뿐이며, 대중의 의견은 부패한 장례 산업의 폭로에 훨씬 더 많은 영향을 받았다. 사망 비용이 엄청나게 높았고, 많은 장례식장이 사람들을 속여 필요 이상으로 돈을 지불하게 했다는 것이 밝혀졌다. 이러한 폭로는 반드시 오명을 제거하지는 않았지만, 사람들이 사기꾼 장의사들에게 희생될 수 있다는 두려움을 불러일으켰고, 이는 사람들로 하여금 시신 기증을 재고하게 만들었다.

## 미술에서
초기 역사 이래로 미술에 시신이 포함되고 표현된 사례는 많았다. 예를 들어, 신아시리아 조각 부조에서 강 위에 떠다니는 시신 (기원전 640년경)과 아리스토파네스의 희극 '개구리' (기원전 405년)에서 메멘토 모리와 시체 기념물에 이르기까지 그러했다.
시신을 다룰 때의 발견에 대한 스케치와 상세한 드로잉 없이는 시대에 걸친 해부학의 연구와 교육은 불가능했을 것이다. 신체 부위의 배치에 대한 예술적 묘사는 해부학 연구와 인체를 다루는 사람들을 돕는 데 결정적인 역할을 한다. 이러한 이미지는 대부분의 사람들이 직접 목격할 수 없는 신체에 대한 유일한 시각을 제공한다.
다빈치는 안드레아스 베살리우스와 협력했는데, 베살리우스는 또한 많은 젊은 예술가들과 함께 베살리우스의 책 "De Humani Corporis Fabrica"를 설명하기 위해 작업했으며, 이는 해부학적 특징을 더 잘 설명하기 위해 라벨링을 사용하는 시대를 열었다. 베살리우스는 이러한 종류의 작업과 해부를 위한 시신을 확보할 수 없었기 때문에 처형된 범죄자의 시체를 사용했다고 여겨진다. 그는 또한 이러한 삽화를 돕기 위해 예술 감상의 정신을 자신의 그림에 활용하고 다른 예술가들을 고용하는 데 많은 노력을 기울였다.
인체 연구는 의사와 학생에게만 국한되지 않았으며, 많은 예술가들이 숙련된 드로잉과 회화를 통해 전문성을 발휘했다. 인간 및 동물 해부학에 대한 상세한 연구와 시체 해부 (생물학)는 초기 이탈리아 르네상스의 레오나르도 다 빈치에 의해 그의 작품을 통해 인체를 더욱 정확하게 묘사하려는 노력의 일환으로 활용되었다. 그는 1466년에 시작된 안드레아 델 베로키오의 제자로 외부적 관점에서 해부학을 연구했다. 레오나르도는 견습 기간 동안 1472년까지 근육과 힘줄과 같은 해부학적 구조의 상세한 버전을 그리는 데 능숙해졌다.
그가 인체를 묘사하는 접근 방식은 건축 연구와 매우 유사하여, 그가 직접 목격한 것을 여러 시점과 3차원적 관점으로 제공했다. 이 중 첫 번째 예시는 1489년에 3차원적 관점을 사용하여 두개골을 그리는 것이다. 베로키오 밑에서 더 많은 연구를 한 후, 레오나르도 다빈치의 해부학 작품 중 일부는 그의 저서 "회화론"에 발표되었다. 몇 년 후, 1516년에 그는 이탈리아 피렌체에서 교수이자 해부학자인 마르칸토니오 델라 토레와 협력하여 연구를 더 진전시켰다. 둘은 산타 마리아 누오바 병원에서 인체 해부를 시작했으며, 나중에는 밀라노와 로마의 병원에서도 해부를 진행했다. 그의 연구를 통해 다빈치는 아마도 사망한 어머니와 태아의 시체를 통해 자궁 내 인간 태아의 자연적인 위치를 정확하게 그린 최초의 인물일 것이다. 그가 총 약 30회의 해부를 수행했다고 추정된다. 시체를 이용한 그의 작업은 그가 탯줄, 자궁, 자궁경부 및 질에 대한 최초의 그림을 묘사하고 결국 다태 임신의 경우 자궁에 여러 개의 방이 있다는 믿음에 이의를 제기할 수 있게 했다. 1504년에서 1507년 사이에 그는 소의 뇌에 튜브를 심실에 주입하고, 뜨거운 왁스를 주입한 다음 뇌를 긁어내 심실의 주형을 남기는 실험을 했다고 보고된다. 다빈치의 노력은 뇌의 심실 시스템 연구에 매우 도움이 되는 것으로 입증되었다. 다빈치는 피부 아래에서 기계적으로 어떤 일이 일어나는지 이해하여 예술을 통해 신체를 더 잘 묘사할 수 있었다. 예를 들어, 그는 입술을 움직이는 상세한 근육을 더 자세히 관찰하고 그리기 위해 시체의 안면 피부를 제거하여 해당 시스템에 대한 전체적인 이해를 얻었다. 그는 또한 발과 발목에 대한 철저한 연구를 수행했는데, 이는 현재의 임상 이론 및 관행과 일치한다. 그의 어깨 작업 또한 어깨의 움직임과 기능에 대한 현대적 이해를 반영하며, 밧줄과 도르래에 비유하는 기계적 설명을 사용한다. 그는 또한 신경해부학을 연구한 최초의 인물 중 한 명이었고, 눈, 시신경 및 척추의 해부학적 이해에 큰 진전을 이루었지만, 불행히도 그의 나중에 발견된 노트는 그의 역필 (거울 글쓰기) 관행으로 인해 정리되지 않고 해독하기 어려웠다.
수세기 동안 예술가들은 해부학 연구와 시체 사용을 통해 얻은 지식을 활용하여 그들의 예술 작품, 특히 회화에서 인체를 보다 정확하고 생생하게 표현해왔다. 미켈란젤로와 라파엘로도 해부를 수행했을 수 있다고 여겨진다.

## 과학에서의 중요성
시체는 과학 공동체 내에서 다양한 방식으로 활용된다. 과학을 위한 시체 사용의 중요한 측면 중 하나는 시체가 인체 해부학과 관련된 방대한 정보를 과학에 제공했다는 점이다. 시체는 과학자들이 인체를 더 깊은 수준으로 조사할 수 있게 해주었으며, 그 결과 특정 신체 부위와 장기를 식별할 수 있었다. 기원전 3세기에 시체를 처음 사용한 두 그리스 과학자는 칼케돈의 헤로필루스와 케오스의 에라시스트라투스였다. 시체 해부 (생물학)를 통해 헤로필루스는 뇌 내 4개의 심실의 차이, 7쌍의 뇌신경 식별, 감각 신경과 운동 신경의 차이, 그리고 눈 내 각막, 망막, 맥락막의 발견을 포함하여 인체 해부학에 관한 여러 발견을 했다. 헤로필루스는 또한 인간 심장 내 판막을 발견했고, 에라시스트라투스는 판막을 통한 혈류의 비가역성을 시험하여 그 기능을 식별했다. 에라시스트라투스는 또한 인체 정맥과 동맥 내의 많은 세부 사항을 발견하고 구별했다. 헤로필루스는 나중에 인체 해부 (생물학)로 인해 인간 간, 췌장, 남녀 생식계에 대한 설명을 제공했다. 시체는 헤로필루스가 태아가 성장하고 발달하는 자궁이 이방성이 아니라고 판단할 수 있게 해주었다. 이는 자궁이 두 개의 방을 가지고 있다고 생각되었던 원래 개념에 반대되는 것이지만, 헤로필루스는 자궁이 단 하나의 방만 가지고 있음을 발견했다. 헤로필루스는 또한 난소, 광인대 및 여성 생식계 내의 관을 발견했다. 이 시기 동안 시체는 인체 해부학에 대한 이해를 발전시킬 수 있는 유일한 방법 중 하나였다.
갈레노스(130–201 AD)는 아리스토텔레스와 다른 그리스 의사들의 유명한 작품들을 자신의 인체 이해와 연결했다. 갈레노스의 해부학과 생리학은 이 시기 동안 인체 연구를 다룰 때 가장 뛰어난 교육 방법으로 간주되었다. 현대 인체 해부학의 아버지로 알려진 안드레아스 베살리우스(1514–1564)는 갈레노스의 발견과 자신의 인체 시체 해부 (생물학)를 바탕으로 지식을 쌓았다. 베살리우스는 의대생들이 인간의 내부 신체 부위가 어떻게 작동하는지 인식하고 이해하도록 돕기 위해 시체에 대해 여러 차례 해부 (생물학)를 수행했다. 시체는 또한 베살리우스가 뇌와 인체의 특정 기능에 관한 그리스 의사 갈레노스가 발표한 이전 연구의 개념을 반증하는 데 도움을 주었다. 베살리우스는 갈레노스가 인간 해부학에 대한 적절한 이해를 얻기 위해 시체를 사용하지 않고, 대신 선배들의 이전 지식을 사용했다고 결론 내렸다.

## 의학 분야에서의 중요성
오늘날 시체는 의학과 수술 분야에서 인간의 맨눈 해부학 지식을 심화하는 데 사용된다. 외과 의사들은 살아있는 환자에게 수술을 하기 전에 시체를 해부하고 검사하여 수술 부위에서 발생할 수 있는 모든 편차를 식별해 왔다. 새로운 유형의 수술 절차는 절차와 관련된 수많은 장애물을 초래할 수 있으며, 이는 시체 해부 (생물학)를 통한 사전 지식을 통해 제거될 수 있다.
시체는 의대생과 의사에게 인체의 다양한 기능에 대한 지식을 제공할 뿐만 아니라, 인체 내 기능 장애의 여러 원인도 제공한다. 그리스 의사 갈레노스(250 AD)는 인간의 삶 동안 발생한 사건과 사망 후 나중에 발견되는 내부적 결과 간의 연관성을 처음으로 밝힌 사람 중 한 명이다. 시체에 대한 간단한 검시는 치명적인 질병이나 장애의 기원을 파악하는 데 도움이 될 수 있다. 검시는 또한 특정 약물이나 절차가 시체 내에서 얼마나 효과적이었는지, 그리고 인간이 특정 부상에 어떻게 반응하는지에 대한 정보도 제공할 수 있다.
맹장 절제술은 미국에서 연간 28,000회 시행되며, 여전히 기술 시뮬레이션이 아닌 인체 시체를 사용하여 실습된다. 맨눈 해부학은 의대에서 시각적 신체 구조를 연구하는 일반적인 과정으로, 학생들에게 실습 학습 환경을 제공한다. 시체에 대한 필요성은 연구를 위한 학술 프로그램 밖에서도 증가했다. Science Care 및 Anatomy Gifts Registry와 같은 기관은 필요한 곳에 시체를 보내는 데 도움을 준다.

## 해부를 위한 보존
해부학 연구 및 해부 (생물학)에 적합하고 이상적인 시체가 되려면 시체를 냉장 보관하거나 사망 후 24시간 이내에 보존 과정을 시작해야 한다. 이러한 보존은 방부 처리액 혼합물을 사용하여 수행하거나, 비교적 새로운 방법인 플라스틴화(plastination)를 통해 수행할 수 있다. 두 방법 모두 교육 환경에서 해부학적 해부 (생물학)를 위한 시체를 준비하는 데 장단점이 있다.

### 방부 처리액을 이용한유체보존기술

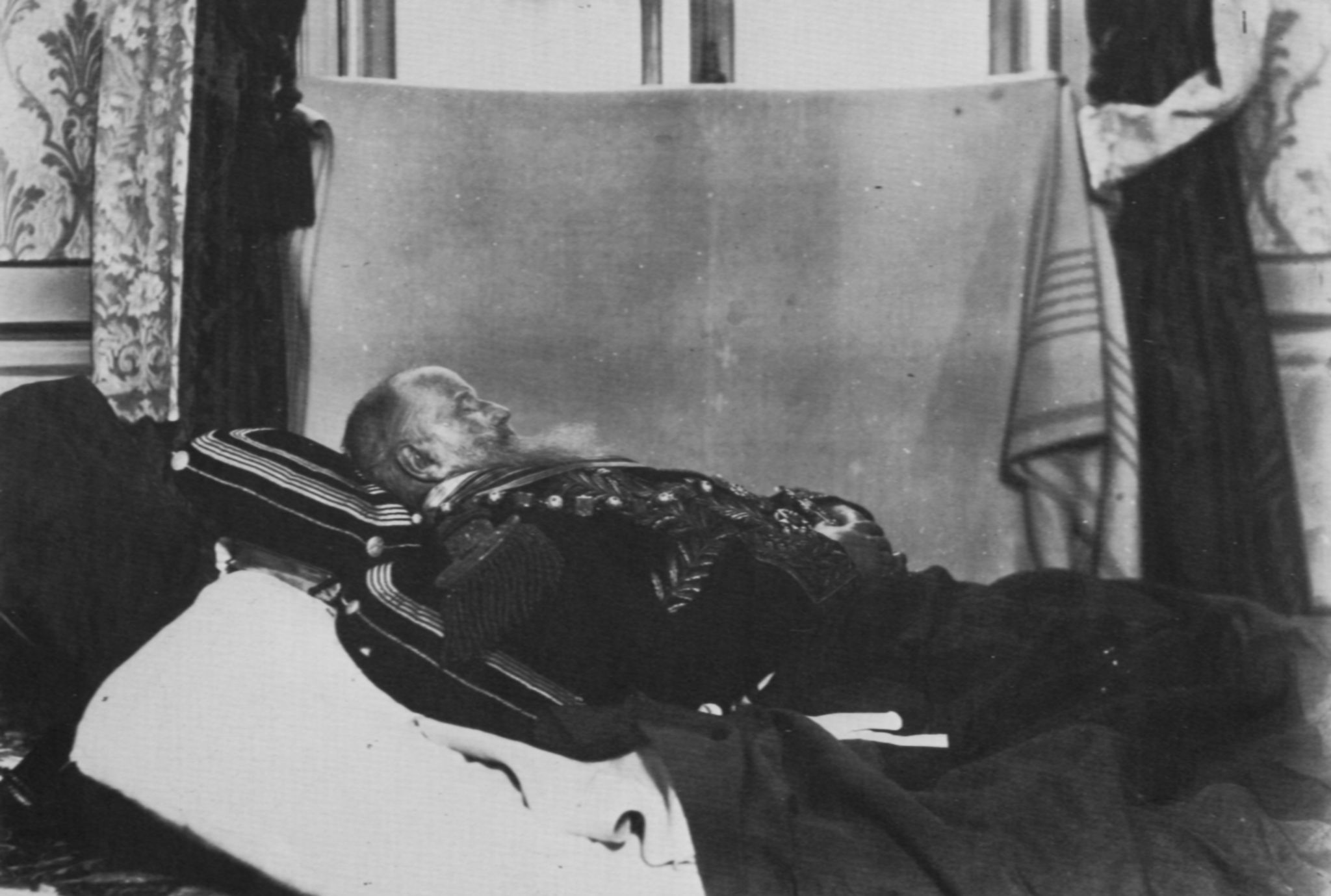
1891년 휴식 중인 페드루 2세 (브라질) 황제. 그는 사망 직후 방부 처리되었다. 그 과정에서 6리터 (1.585갤런)의 아연 및 알루미늄 염산염이 그의 온목동맥에 주입되었다. 1912년 브라질 교육자이자 기록 보관원인 루이스 가스탕 다에스크라그놀레 도리아는 황제의 유리 덮개 관으로 갔다. 그 때 그는 페드루 2세의 시신이 잘 보존된 상태임을 알아차렸다.

화학 유체를 통한 유체보존기술의 관행은 수세기 동안 사용되어 왔다. 이러한 형태의 보존의 주요 목적은 시신의 분해를 막고, 조직이 색상과 부드러움을 유지하도록 돕고, 생물학적 및 환경적 위험을 방지하며, 해부학적 구조를 자연 형태로 보존하는 것이다. 이는 목적에 따라 일반적으로 그룹으로 나눌 수 있는 다양한 화학 물질로 달성된다. 소독제는 잠재적인 미생물을 죽이는 데 사용된다. 방부제는 분해 유기체의 활동을 중단시키고, 이 유기체에 영양분을 공급하지 않으며, 신체의 화학 구조를 변경하여 분해를 방지하는 데 사용된다. 다양한 변형제는 조직의 수분, pH 및 삼투압 특성을 유지하는 데 사용되며, 혈액이 심혈관계 내에서 응고되는 것을 방지하기 위한 항응고제도 사용된다. 불쾌한 냄새나 특히 부자연스러운 색상을 띠지 않도록 조직을 유지하기 위해 다른 화학 물질도 사용될 수 있다.
유체보존기술 관행은 지난 수백 년 동안 크게 변했다. 해부학적 목적을 위한 현대적인 유체보존기술은 더 이상 내장 제거를 포함하지 않는데, 이는 해부학 연구에 불리하게 장기를 손상시키기 때문이다. 화학 물질 혼합물과 마찬가지로 오늘날 유체보존기술을 시행하는 방부 처리사들은 시체에 유체를 주입하는 데 다른 방법을 사용할 수 있다. 유체는 동맥계(일반적으로 경동맥 또는 대퇴동맥을 통해), 주요 체강, 피부 아래에 주입하거나, 시체를 침수시켜 피부 바깥 표면에 유체를 노출시킬 수 있다.
다양한 유체보존기술 서비스는 다양한 종류와 비율의 유체를 사용하지만, 일반적인 유체보존기술 화학 물질에는 폼알데하이드, 페놀, 메탄올 및 글리세롤이 포함된다. 이 유체들은 출처에 따라 다양한 비율로 혼합되지만, 일반적으로 많은 양의 물과도 혼합된다.

#### 화학 물질 및유체보존기술에서의 역할

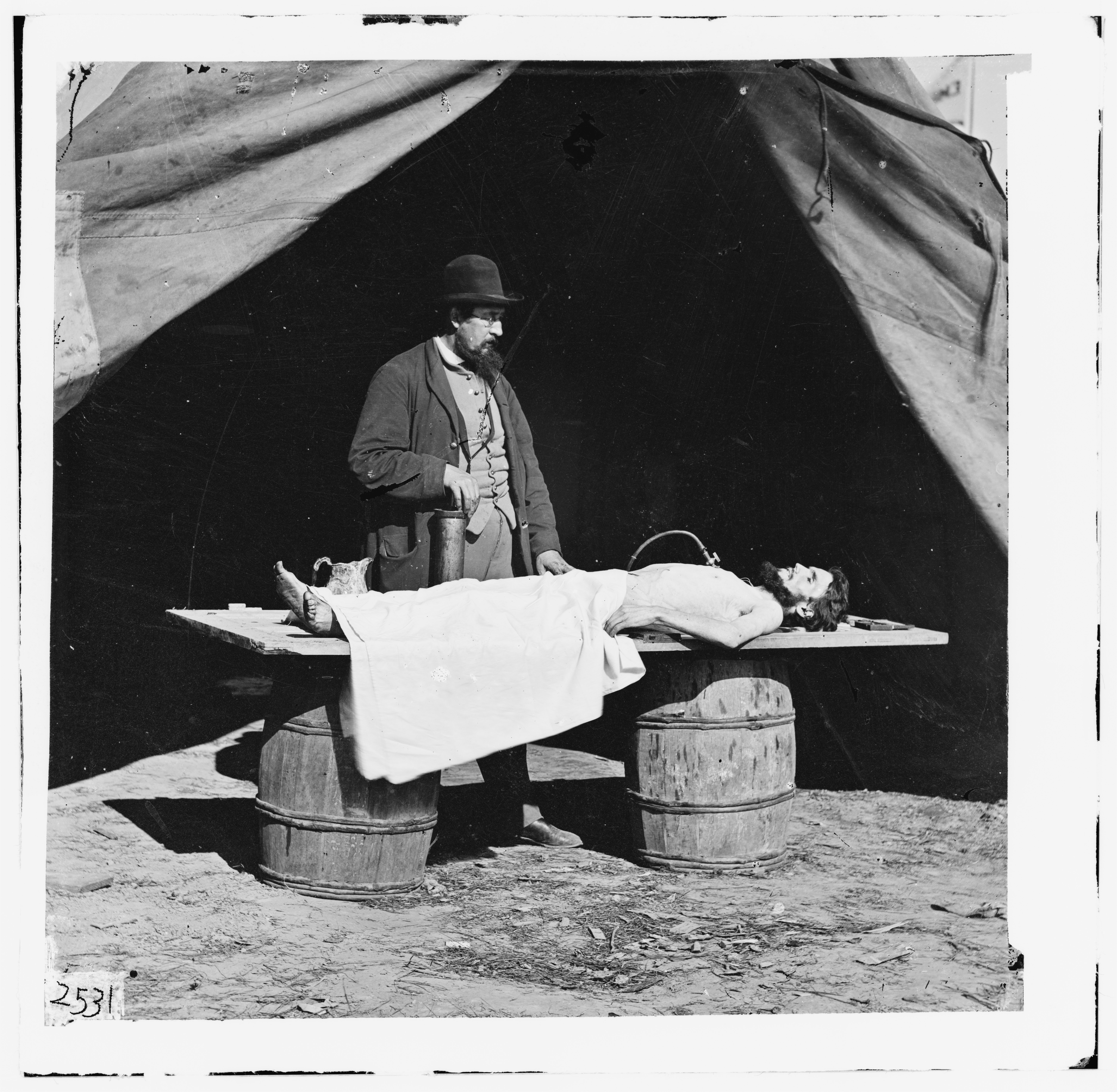
작업 중인 방부 처리사

폼알데하이드는 유체보존기술 과정에서 매우 널리 사용된다. 그것은 고정제이며 박테리아, 곰팡이 및 곤충을 죽인다. 그것은 분해 미생물이 시체 위와 안에서 생존하는 것을 막음으로써 부패를 방지한다. 또한 사용되는 조직을 경화시켜 이러한 유기체의 영양분이 될 수 없게 한다. 폼알데하이드는 좋은 방부제이지만, 특정 단점도 있다. 유체보존기술에 사용될 때 혈액을 응고시키고 조직을 경화시키며, 피부를 회색으로 만들고, 그 증기는 악취를 풍기며 흡입 시 독성이 있다. 그러나 부패를 방지하고 조직의 구조적 무결성을 손상시키지 않고 태닝하는 능력 때문에 오늘날까지 널리 사용되고 있다.
페놀은 항균 및 항진균제로 작용하는 소독제이다. 액화된 형태로 곰팡이 성장을 방지한다. 그 소독 특성은 단백질을 변성시키고 세포벽을 해체하는 능력에 의존하지만, 불행히도 이는 조직을 건조시키고 때때로 변색을 초래하는 부작용을 동반한다.
메탄올은 살균 특성을 지닌 첨가제이다. 방부액의 삼투압 균형을 조절하는 데 도움을 주며, 우수한 항냉동제이다. 인간에게 급성 독성이 있는 것으로 알려져 있다.
글리세린은 시체 조직의 액체를 보존하는 습윤제이다. 그 자체로는 진정한 살균제가 아니지만, 폼알데하이드와 혼합하면 폼알데하이드의 살균 특성이 크게 향상된다.

#### 전통적으로유체보존기술된 시체 사용의 장단점
전통적으로 유체보존기술된 시체의 사용은 의학 교육의 표준이었고 현재도 그러하다. 많은 의과 및 치과 기관은 디지털 모델이나 합성 시체와 같은 더 발전된 기술의 출현에도 불구하고 오늘날에도 여전히 이러한 시체를 선호한다. 액체로 유체보존기술된 시체는 유체보존기술 과정에 사용되는 일부 화학 물질이 독성이 있으며, 불완전하게 유체보존기술된 시체는 감염 위험을 지닐 수 있으므로 해부학자들에게 이러한 다른 방법보다 더 큰 건강 위험을 초래한다.

### 플라스틴화
군터 폰 하겐스는 1977년 독일 하이델베르크 대학교에서 플라스틴화를 발명했다. 이 시체 보존 방법은 신체의 유체와 용해성 지질을 플라스틱으로 대체하는 것을 포함한다. 그 결과 보존된 시체는 플라스티네이트(plastinate)라고 불린다.
전신 플라스틴화는 전통적인 유체보존기술과 거의 같은 방법으로 시작된다. 즉, 유체보존기술액과 물의 혼합물이 동맥 주사를 통해 시체에 주입된다. 이 단계가 완료되면 해부학자는 특정 해부학적 구조를 연구하기 위해 신체 부위를 해부 (생물학)할 수 있다. 원하는 해부 (생물학)가 완료되면 시체는 아세톤에 잠긴다. 아세톤은 신체에서 수분과 용해성 지방을 빼내고 그 자리를 채운다. 그런 다음 시체는 시술자가 선택한 플라스틱 또는 수지 욕조에 넣어지고 강제 함침으로 알려진 단계가 시작된다. 욕조는 아세톤이 기화되어 플라스틱 또는 수지가 세포로 스며들게 하는 진공을 생성한다. 이 과정이 끝나면 시체는 배치되고, 내부에 있는 플라스틱은 경화되며, 표본은 사용 준비가 완료된다.

#### 플라스티네이트 사용의 장단점
플라스티네이트는 내구성이 강하고 무독성 표본을 제공하여 보관이 용이하다는 점에서 해부학 연구에 이점이 있다. 그러나 여전히 전통적으로 유체보존기술된 시체에 비해 진정한 우위를 점하지 못하고 있다. 플라스틴화된 시체는 일부 기관에서 접근하기 어렵고, 일부 교육자들은 유체보존기술된 시체 해부 (생물학) 과정에서 얻는 경험이 더 가치 있다고 생각하며, 일부는 단순히 플라스티네이트를 얻거나 사용할 자원이 없다.

## 도굴

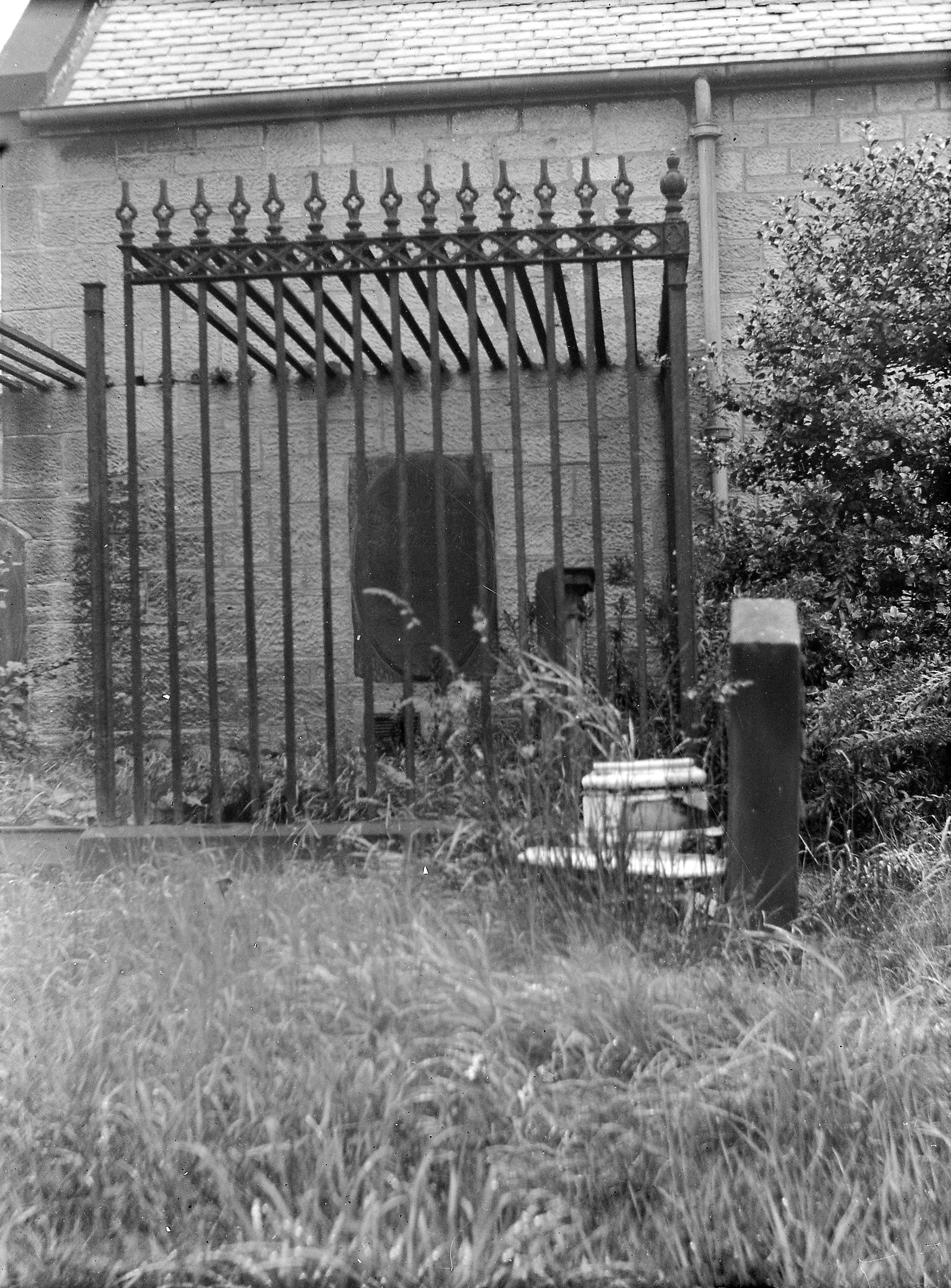
도굴꾼으로부터 무덤을 보호하는 데 사용된 난간

많은 시체가 주에서 제공한 살인자의 것이었지만, 모든 사람이 해부할 수 있을 만큼 충분한 시체는 없었다. 최초로 기록된 도굴은 1319년에 도굴 혐의로 체포된 네 명의 의대생에 의해 행해졌다. 1700년대에는 대부분의 도굴꾼이 의사, 해부학 교수 또는 그들의 학생이었다. 1828년경에는 일부 해부학자들이 다른 사람들에게 발굴을 의뢰했다. 이 직업에 종사하는 사람들은 의료계에서 일반적으로 "부활꾼"으로 알려져 있었다.
런던 보로 갱(London Borough Gang)은 1802년부터 1825년까지 활동했던 부활꾼 집단이었다. 이들은 여러 학교에 시체를 공급했고, 학교 구성원들은 이들이 감옥에 가지 않도록 영향력을 행사했다. 경쟁 갱단의 구성원들은 종종 다른 갱단의 구성원을 신고하거나 공동묘지를 훼손하여 대중의 분노를 일으켰고, 이는 경쟁 갱단이 활동할 수 없게 만들었다.

## 살인 피해자 판매
1827년부터 1828년까지 스코틀랜드에서는 여러 사람이 살해당했고, 그 시신은 연구 목적으로 의과대학에 팔렸는데, 이는 웨스트 포트 살인 사건으로 알려져 있다. 1832년 해부법은 사망자의 친척이 그들의 친족을 해부 (생물학) 및 기타 과학적 과정에 사용하는 것을 승낙하도록 보장하기 위해 제정되었다. 웨스트 포트 살인 사건에 대한 대중의 반응은 이 법안 통과의 한 요인이었으며, 런던 버커스가 저지른 행위도 그러했다.
사람들이 살인을 저지르고 시체를 파는 이야기가 나타났다. 잘 알려진 두 가지 사례는 버크와 헤어, 그리고 비숍, 메이, 윌리엄스의 사례이다.

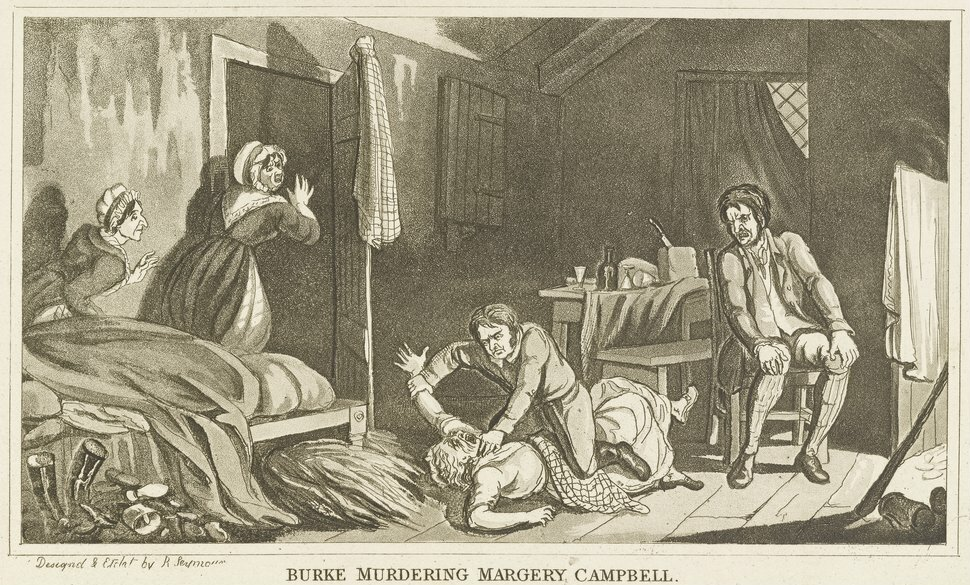
버크, 마게리 캠벨을 살해하다

- 버크와 헤어 – 버크와 헤어는 하숙집을 운영했다. 세입자 중 한 명이 사망하자, 그들은 그를 로버트 녹스의 에든버러 해부학 교실로 데려갔고, 그곳에서 시체 값으로 7파운드를 받았다. 가능한 이윤을 깨달은 그들은 다음 해 동안 16명을 질식시켜 살해하고 그들의 시체를 녹스에게 팔았다. 그들은 결국 세입자가 침대로 돌아왔다가 시체를 발견했을 때 붙잡혔다. 헤어는 사면을 대가로 버크에게 불리하게 증언했고, 버크는 유죄 판결을 받고 교수형에 처해졌으며 공개적으로 해부 (생물학)되었다.[38]
- 런던 버커스, 비숍, 메이, 윌리엄스 – 이 시체 도굴꾼들은 10세, 11세, 14세의 세 소년을 살해했다. 그들이 시체를 팔았던 해부학자는 수상하게 여겼다. 그들의 출발을 지연시키기 위해 해부학자는 50파운드 지폐를 거스름돈으로 바꿔야 한다고 말하고 경찰을 불렀고, 경찰은 그들을 체포했다. 비숍은 자신의 고백에서 경력 동안 500에서 1000구의 시체를 도굴했다고 주장했다.[39]

## 자동차 안전
충돌 테스트용 인형이 개발되기 전에는 시체가 자동차 안전성을 높이는 데 사용되었다. 시체는 접합 유리창부터 안전벨트 에어백에 이르는 차량 안전 기능에 대한 지침을 설정하는 데 도움이 되었다. 시체 충돌 테스트용 인형의 첫 기록된 사용은 1930년대 로렌스 패트릭에 의해 이루어졌는데, 그는 자신의 몸과 학생들의 몸을 사용하여 인체 한계를 테스트했다. 그의 첫 시체 사용은 시체를 엘리베이터 샤프트로 던진 것이었다. 그는 인간의 두개골이 어떤 종류의 손상을 경험하기 전 1초 동안 1.5톤까지 견딜 수 있다는 것을 알게 되었다.
1995년 연구에서는 시체 테스트 이후 자동차 개선으로 143,000건의 부상과 4,250명의 사망을 예방했다고 추정했다. 소형 가속도계가 시체의 테스트 부위 뼈에 부착된다. 그런 다음 선형 충격기, 진자 또는 낙하하는 무게추를 포함한 다양한 도구로 시체에 손상이 가해진다. 시체는 또한 충돌을 시뮬레이션하는 충격 슬레드에 놓일 수도 있다. 이러한 테스트가 완료되면 시체는 엑스레이로 검사되어 손상 여부를 확인하고 해부학 부서로 반환된다. 시체 사용은 2011년 익스플로러에 도입된 포드의 팽창식 뒷좌석 안전벨트에 기여했다.

### 시체 충돌 테스트용 인형에 대한 대중의 견해
1993년 뉴욕 타임스 기사가 발행된 후, 대중은 충돌 테스트에 시체가 사용된다는 사실을 알게 되었다. 이 기사는 하이델베르크 대학교 의과대학이 약 200구의 성인 및 어린이 시체를 사용했다는 점에 초점을 맞추었다. 대중의 거센 반발 이후, 대학은 시체 가족들이 테스트 사용을 승인했음을 증명하라는 명령을 받았다.

## 같이 보기
- 죽음
- 검시
- 무덤